# 3179 Beruti
3179 Beruti eller 1962 FA är en asteroid i huvudbältet som upptäcktes den 31 mars 1962 av La Plata-observatoriet. Den är uppkallad efter den argentinske kompositören Arturo Berutti.
Asteroiden har en diameter på ungefär 20 kilometer och den tillhör asteroidgruppen Themis.